# GTPase-aktivierende Proteine
GTPase-aktivierende Proteine, verkürzt GAP (eng: „GTPase-activating proteins“), sind Proteine, die auf G-Proteine derart einwirken, dass diese ihr gebundenes GTP unter Abspaltung eines Phosphat-Restes zu GDP hydrolysieren. In den meisten Fällen wird dadurch das Zielprotein deaktiviert, da es nur in der GTP-gebundenen Form aktiv ist. Die G-Proteine selbst sind GTPasen. Wie der Name andeutet, beschleunigen die GAPs den Vorgang der GTP-Hydrolyse nur, und die Reaktion würde auch ohne die GAPs stattfinden. Allerdings ist es für die meisten Vorgänge in der Zelle wichtig, dass die aktivierten G-Proteine schnell wieder abgeschaltet werden. Je schneller der „Turnover“ ist, desto schneller können sich Änderungen bemerkbar machen.
Die GAPs sind die Gegenspieler der GTP-Austauschfaktoren (GEFs), die genau den gegenteiligen Effekt haben.